# Xysticus hui
Xysticus hui là một loài nhện trong họ Thomisidae.
Loài này thuộc chi Xysticus. Xysticus hui được Norman I. Platnick miêu tả năm 1993.